# Anatoliï Hrytsenko
Anatoliï Stepanovitch Hrytsenko (en ukrainien : Анатолій Степанович Гриценко) (né le 25 octobre 1957 à Bagatchivka, Région de Tcherkassy, Ukraine), est un militaire et homme politique ukrainien, ministre de la Défense dans le gouvernement de Ioulia Tymochenko puis candidat à l'élection présidentielle ukrainienne de 2010.

## Biographie
Partisan du candidat pro-européen de Notre Ukraine, Viktor Iouchtchenko à l'élection présidentielle ukrainienne de 2004, Anatoliï Hrytsenko devient son ministre de la Défense, après sa victoire, du 4 février 2005 jusqu'au 18 décembre 2007, dans le premier cabinet de la femme d'affaires Ioulia Tymochenko, puis dans ceux de Iouriï Iekhanourov et enfin de Viktor Ianoukovytch.
Longtemps, Hrytsenko était donné favori par les médias pour devenir un jour Premier ministre de l'Ukraine. Il semblerait que, selon certains journaux opposés au président Iouchtchenko, ce dernier aurait un jour assuré à Hrytsenko qu'il allait probablement le nommer Premier ministre après les élections législatives de 2007. Or, celui-ci est limogé du gouvernement et n'est pas reconduit à un poste ministériel. Vexé de ne pas avoir été nommé Premier ministre, l'ancien ministre de la Défense décide alors de s'opposer à toutes les réformes proposées par le président Iouchtchenko ou son Premier ministre Tymochenko.
En septembre 2007, il est élu député pour le Bloc Notre Ukraine.
Président de la Commission de la Sécurité nationale et de la défense du Parlement ukrainien à partir de 2007, leader de l'organisation publique « Position citoyenne » depuis sa création le 11 décembre 2008, Hrytsenko devient candidat dissident de Notre Ukraine à l'élection présidentielle ukrainienne de 2010, mais il ne recueille que 296 413 suffrages, soit 1,20 % des voix. Il soutient Ioulia Tymochenko. Bien que son score soit extrêmement faible et bien au-dessous du résultat espéré par le candidat Hrytsenko, celui-ci est rendu responsable de la défaite du président sortant Iouchtchenko par les partisans de ce dernier.
En octobre 2012, il est réélu député pour l'Union panukrainienne « Patrie ». Il démissionne en janvier 2014.
Lors de l'élection présidentielle de 2014, qui voit la victoire de Petro Porochenko, il se classe quatrième avec 5,5 % des voix. À nouveau candidat à l'élection présidentielle de 2019, il arrive cinquième avec 7,0 % des voix selon des résultats partiels.
Il défend des positions pro-américaines en matière de politique extérieure.